# Porphyrinia striata
Porphyrinia striata là một loài bướm đêm trong họ Noctuidae.